# Ellikon an der Thur
Ellikon an der Thur – miejscowość i gmina (Politische Gemeinde) w północnej Szwajcarii, w kantonie Zurych, w okręgu (Bezirk) Winterthur. Leży nad rzeką Thur.

## Demografia
W Ellikon an der Thur mieszka 1035 osób. W 2021 roku 11% populacji gminy stanowiły osoby urodzone poza Szwajcarią.

## Transport
Przez teren gminy przebiegają drogi główne nr 353, nr 500 i nr 502.